# Швыдько, Анна Кирилловна
Анна Кирилловна Швыдько (укр. Ганна Кирилівна Швидько; 1 мая 1944 — 2 февраля 2022) — доктор исторических наук, профессор, Заслуженный деятель науки и техники Украины, директор Днепровского регионального отделения научно-исследовательского института казачества Института истории Украины НАНУ.

## Биография
Родилась 1 мая 1944 г. в селе Бажаны Петропавловского района Днепропетровской области в семье колхозников.
В 1951—1955 гг. училась в начальной школе с. Желаемый цве, в 1955—1958 гг. в Олефиревской семилетке, в 1958—1961 гг. в Дмитриевской десятилетке Петропавловского района. В 1961—1967 гг. работал в колхозе им. В. Чкалова Петропавловского района.
В 1967—1971 гг. училась на историко-филологическом (с 1971 г. — историческом) факультете Днепропетровского государственного университета.
В 1972 г. поступила в аспирантуру Днепропетровского государственного университета.
С 1 ноября 1973 г. — старший преподаватель кафедры истории СССР и УССР Днепропетровского государственного университета.
22.02.1980 г. защитила кандидатскую диссертацию «Советская историография социально-экономического развития городов Украины XVI—XVIII века».
25.12.1987 г. защитила докторскую диссертацию «Источники по социально-экономической истории городов Левобережной Украины второй половины XVII — середины XVIII века.»
С 1988 г. — профессор кафедры истории СССР и УССР Днепропетровского государственного университета.
В 1988—1995 гг. — заведующий кафедрой истории Украины Днепропетровского государственного университета.
С 1995 г. — на должности профессора кафедры украиноведения и политологии (сейчас истории и политической теории) Национальной горной академии Украины (сейчас Днепровская политехника).
В 1991—2008 гг. — председатель правления Днепропетровской областной организации Национального союза краеведов Украины.
Главный редактор сборника научных трудов История и культура Приднепровья: Неизвестные и малоизвестные страницы: Научный ежегодник.
Скончалась 2 февраля 2022 года.

## Награды
- Заслуженный деятель науки и техники Украины

## Научные труды
- Социально-экономическое развитие городов Украины в XVI—XVIII вв.: Учеб. пособие. — Д.: ДГУ, 1979. — 99 сек.
- Классовая борьба на Украине в дооктябрьский период (XV—XVIII века.) — Д.: ДГУ, 1981. — 54 сек.
- Борьба городов Украины за осуществление решений Переяславской рады (вторая половина XVII — середина XVIII вв.): Учеб. пособие. — Д.: ДГУ, 1983. — 84 с.
- Социально-экономическое развитие Украины в XIV — середине XVIII — Д.: ДГУ, 1988. — 86 с.
- История Украины (XIV—XVIII века.): Пробный учебник для 8 кл. средней школы. — К.: Генезис, 1996. — 304 с.
- Государственное управление и самоуправление в Украине: Исторический очерк / Г. Н. Швыдько , В.Романов. — К., 1997. — Вып.1. — 138 сек.
- История государства и права Украины (X — начало XIX века.): Учебное пособие. — Д.: ДГУ, 1998. — 176 с.
- Екатеринославский пиквикский клуб. 1858—1860. — Д.: ДОУНБ, 2003. — 147 с.
- Михаил Комаров и Екатеринославщина. — Д.: Национальный горный университет, 2011. — 228 с.